# Burgas
Burgas er en by i det sydøstlige Bulgarien, med et indbyggertal (pr. 2007) på cirka 229.000. Byen er hovedstad i Burgas-provinsen, og ligger ved kysten til Sortehavet.
Burgas er et turistcentrum, og byens lufthavn modtager årligt tusindvis af turister. Desuden er byens havn Bulgariens største.